# Южно-Русское общество печатного дела
Южно-русское общество печатного  дела —  одна из крупнейших дореволюционных издательских компаний Юга России. Производственные мощности и Правление компании находились в Одессе.

## История

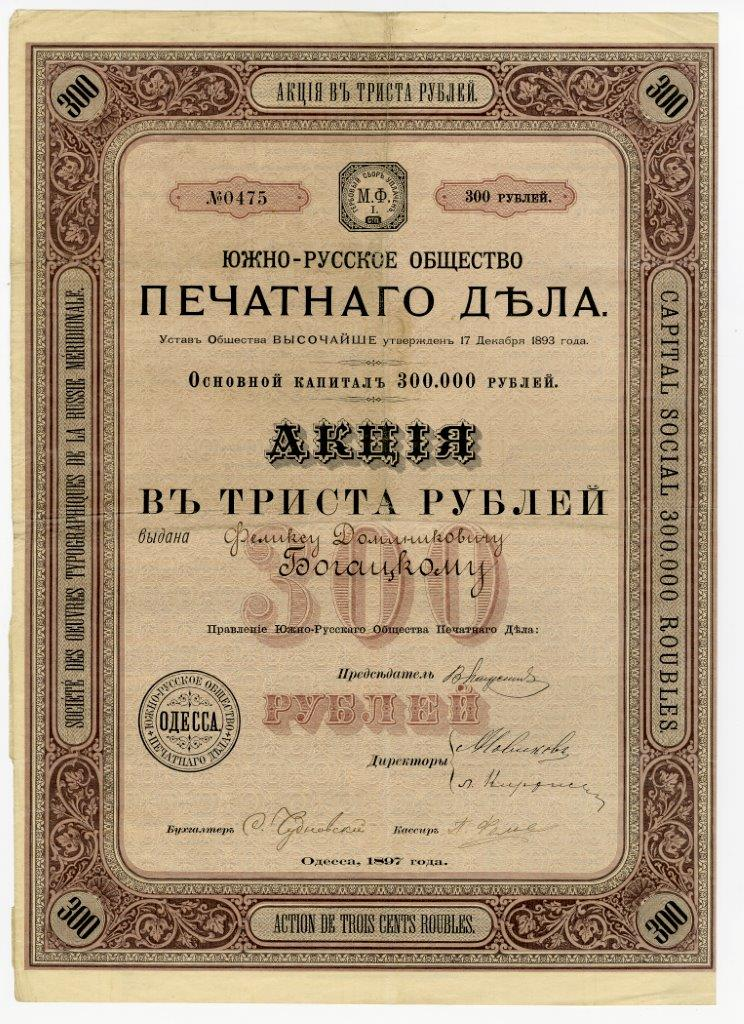
Акция в 300 руб., именная, Южно-русского общества печатного дела. Одесса, 1897 г.

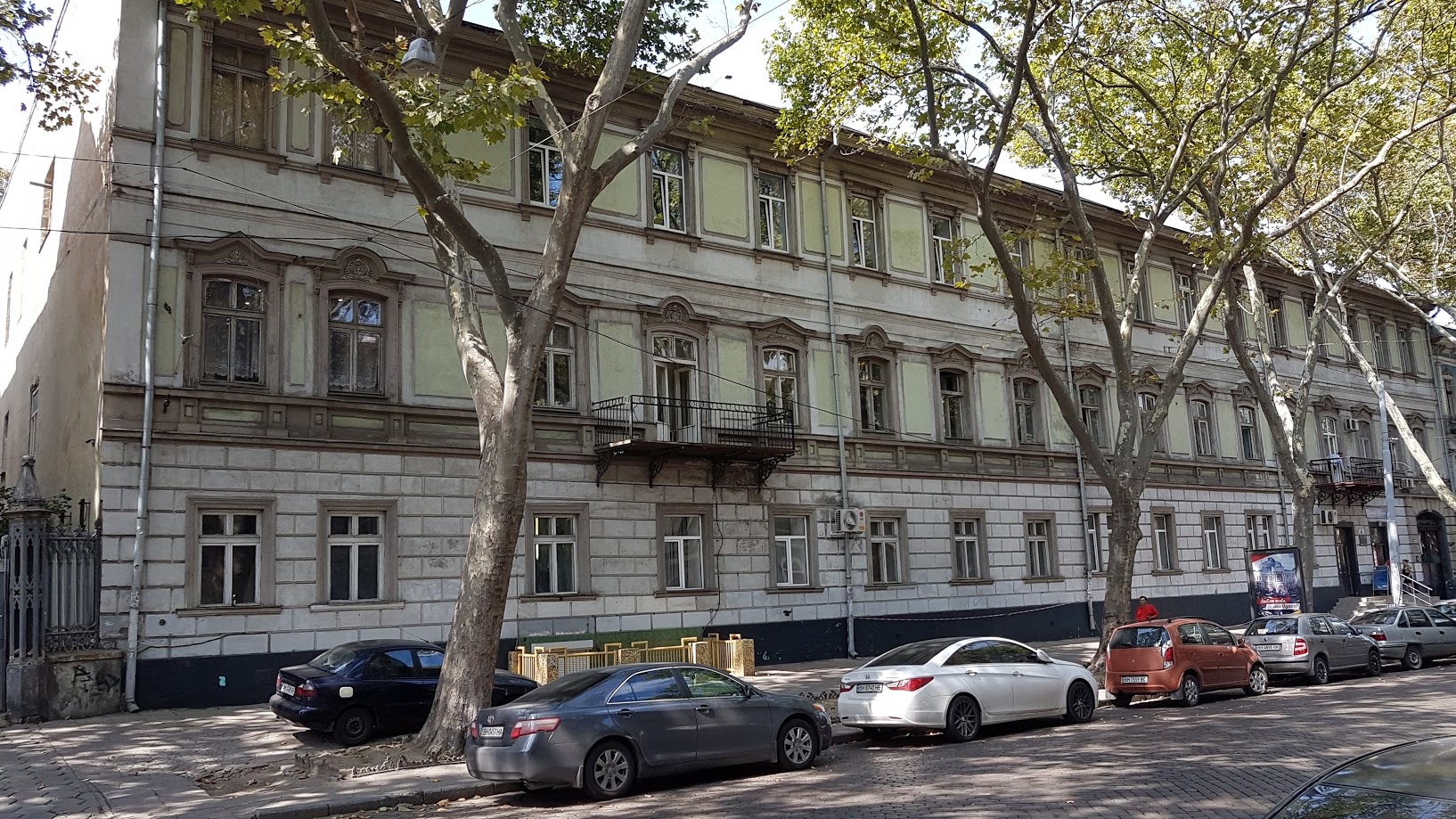
Здание, в котором размещалась типография Южно-Русского общества печатного дела. Одесса, ул. Пушкинская, 18

Южно-русское общество печатного дела было зарегистрировано 17 декабря 1893 г. на базе одной из старейших и лучших типографий Одессы, открытой петербуржцем П. Ф. Францовым в 1848 г. Основной капитал компании составлял 300 тыс. руб., поделенных на 1000 акций в 300 руб. каждая.
С именем молодого Францова, присланного из Петербурга и назначенного тогдашним Новороссийско-Бессарабским генерал-губернатором М.С. Воронцовым на должность заведующего городской типографией, был связан также выпуск первого номера газеты «Одесский вестник». Сама типография даже спустя многие годы после создания Южно-русского общества печатного дела, была известна среди одесситов по имени своего основателя.
Типолитографское производство с 1870-х гг. располагалась в дворовом трехэтажном флигеле принадлежавшего П. Ф. Францову и хорошо сохранившегося по сию пору дома на улице Итальянской, 20 (ныне — Пушкинская, 18). Для этих целей здание было значительно расширенно, а внутридворовое крыло реконструировано и соответствующим образом переоборудовано. Кроме самого современного для своего времени производственного оборудования, типография располагала большим набором шрифтов, изготовлявшихся в собственном словолитном цехе, а также некогда выписанных «от Плюшара» — знаменитого петербургского издателя и типографа середины XIX века. Печатная продукция типографии включала в себя разного рода отчеты, каталоги, а также большое количество книг и брошюр на многих европейских языках
Директором Южно-русского общества печатного дела значился В. А. Анатра — представитель известного рода предпринимателей сицилийского происхождения, потомственный почетный гражданин, председатель правления Одесского Учётного банка, член ревизионной комиссии Бессарабско-Таврического земельного банка, полный товарищ и распорядитель торгового дома в Одессе «Братья Анатра».
С февраля 1920 г.национализированная большевиками после окончательного установления советской власти в Одессе типография бывшего Южно-русского общества печатного дела продолжила работу сначала под названием "7-я советская типография", а впоследствии - Гостипография № 2. Выпуск советских газет и прочей печатной продукции продолжался вплоть до начала Великой Отечественной войны. После освобождения Одессы здание, некогда принадлежавшее П. Ф. Францову, в котором размещалась известная далеко за пределами Южной Пальмиры типография Южно-русского общества печатного дела перепрофилировали, в настоящее время там располагается Одесское высшее профессиональное училище морского туристического сервиса.